# 김진옥 (1952년)
김진옥(金鎭沃, 1952년 2월 16일, 경상남도 의령군 ~ )은 대한민국의 제7·8대 경상남도의원이었다.

## 학력
- 1959.03 ~ 1965.02 의령국민학교 졸업
- 1965.03 ~ 1968.02 마산중학교 졸업
- 1968.03 ~ 1971.02 마산고등학교 졸업
- 국민대학교 정치외교학 학사 졸업

## 경력
- 국회의원 비서실장 근무
- 민주정의당 경남도당 의령군 함안군 지구당 조직부장
- 민주자유당 경남도당 의령군 함안군 지구당 사무국장
- 백산 생가복원 사업추진위원회 이사
- 의령군 체육회 이사
- 2002.07 ~ 2006.06 제7대 경상남도의회 의원
- 2002.07 ~ 2004.07 제7대 경상남도의회 전반기 의회운영위원회 위원
- 2002.07 ~ 2004.07 제7대 경상남도의회 전반기 경제환경문화위원회 부위원장
- 2002.07 ~ 2004.07 제7대 경상남도의회 전반기 예산결산특별위원회 위원
- 2003.01 ~ 2003.01 제7대 경상남도의회 지방분권추진특별위원회 위원
- 2004.07 ~ 2006.06 제7대 경상남도의회 후반기 건설소방위원회 위원
- 2004.07 ~ 2006.06 제7대 경상남도의회 후반기 예산결산특별위원회 위원
- 2006.07 ~ 2010.04 제8대 경상남도의회 의원
- 2006.07 ~ 2008.07 제8대 경상남도의회 전반기 기획행정위원회 위원
- 2006.07 ~ 2008.07 제8대 경상남도의회 전반기 의회운영위원회 위원장
- 2008.07 ~ 2010.04 제8대 경상남도의회 후반기 농수산위원회 위원
- 2008.07 ~ 2010.04 제8대 경상남도의회 후반기 예산결산특별위원회 위원
- 경상남도 도시계획심의위원회 위원
- 의병제전위원회 부위원장
- 녹색혁명 경남21추진협의회 위원
- 낙동강 수계관리위원회 자문위원
- 경남도립미술관 조각공업사업 조직위원회 위원
- 경남도립미술관 운영위원회 위원
- 인적자원개발협의회 위원
- 경상남도의회 국외연수심의위원회 위원장
- 전국 시·도운영위원장협의회 부회장

## 수상
- 2008 한국지방자치학회 우수조례상 개인부문 우수상

## 역대 선거 결과
|  | 26.46% |

|  | 14.60% |

|  | 49.13% |

|  | 0% |

|  | 53.13% |

|  | 8.75% |

|  | 6.42% |